# Governatorato di Jenin
Il governatorato di Jenin è uno dei sedici governatorati dello Stato di Palestina, in Cisgiordania.

## Geografia antropica

### Città
- Jenin (incluso il campo profughi di Jenin)
- Jenin Dawntown
- Qabatiya

### Municipalità
- Ajjah
- Arrabah
- Burqin
- Dahiyat Sabah al-Khei
- Deir Abu Da'if
- Jaba
- Kafr Dan
- Kafr Rai
- Meithalun
- Silat al-Harithiya
- Silat ad-Dhahr
- Yabad
- al-Yamun
- Zababdeh

### Consigli di villaggi (con popolazione superiore ai1 000abitanti)
- 'Anin
- Anzah
- Araqah
- Arranah
- al-Attara
- Barta'a ash-Sharqiyah
- Bir al-Basha
- Deir Ghazaleh
- Fahma
- Fandaqumiya
- Faqqua
- Jalamah
- Jalbun
- Jalqamus
- Kufeirit
- Mirka
- Misilyah
- al-Mughayyir
- Nazlet Zeid
- Rummanah
- Sanur
- ash-Shuhada
- Sir
- at-Tayba
- Ti'inik
- Tura al-Gharbiya
- Umm ar-Rihan
- Umm at-Tut
- Zubub